# Hand Me Your Trust

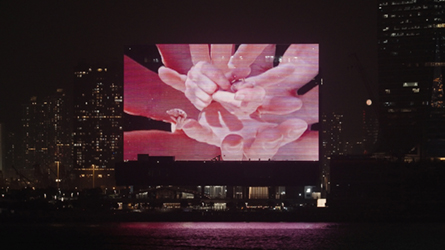
Die Installation Hand me your trust an der Fassade des Museums M+ in Hongkong, 2023

Hand Me Your Trust ist eine ortsspezifische Video-Installation der Schweizer Künstlerin Pipilotti Rist aus dem Jahr 2023. Sie wurde zwischen dem 18. März und den 17. Juni 2023 an die Aussenwand des Museums M+ für Visuelle Kultur in Hongkong projiziert. 

## Beschreibung

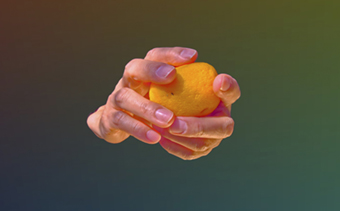
Videostandbild aus Hand Me Your Trust, 2023

Die temporäre Installation zeigte Hände in unterschiedlichen Grössen, von der Dimension einer menschlichen Hand bis zur Grösse des Gebäudes. Die Hände umgriffen verschiedene Objekte. Die Bewegungen verliefen nicht in einheitlicher Geschwindigkeit.
Die Projektionsfläche war 110 Meter breit und 66 Meter hoch.

## Entstehung und Präsentation
Für das Video wurden zunächst die Hände von vier Personen gefilmt, so Rist. Sie habe aber nur die des Filmemachers Yasushi Kishimoto und ihre eigenen für die Endfassung verwendet, die anderen seien zu schön gewesen. So seien etwa die Gesten einer Tänzerin zu perfekt gewesen. Ihre eigenen, schon etwas älter aussehenden Hände hätten ihren Vorstellungen am besten entsprochen. Um ein Werk mit klarer Lesart schaffen zu können, stellte Rist Aufgaben, die die Darsteller mit Handgesten umsetzen sollten. Darunter sollte zum Beispiel eine Geste sein, die das Gegenüber dazu einladen sollte, über das Wasser zu kommen, was einen Bezug zur Lage der Fassade am Hafen Hongkongs hat. Andere Gesten waren das Schälen einer Orange und das Streicheln.
Die Dreharbeiten fanden unter anderem in Japan statt.
Die Videoinstallation wurde für die Fassade des Museums M+ geschaffen, das 2021 eröffnet wurde. Gezeigt wurde sie in Kooperation von M+ mit der Art Basel, die wegen der COVID-19-Pandemie 2023 erstmals seit 2019 wieder ohne Einschränkungen in Hongkong stattfinden konnte.
Das Kunstwerk wurde vom 18. März bis 17. Mai täglich von 19 bis 21 Uhr und danach bis 17. Juni 2023 an Wochenenden täglich zur selben Uhrzeit auf die Fassage des M+ projiziert.

## Kunstgeschichtliche Einordnung und Deutung

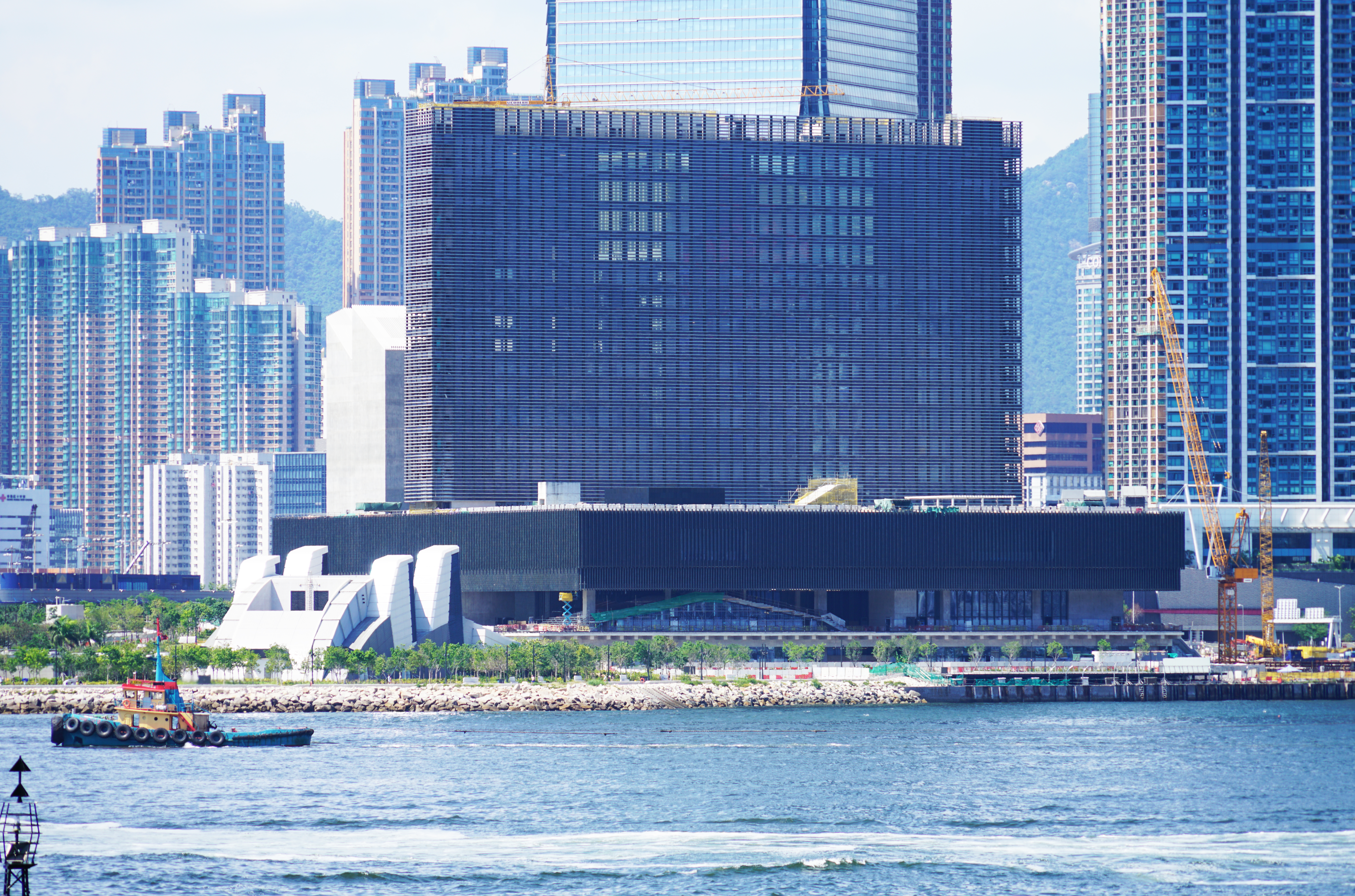
Das Museum M+ im Jahr 2000

Die Künstlerin äusserte in einem Interview, ein Teil der Bilder sei von den Lichtern der Skyline Hongkongs inspiriert. Das Gehirn verwandle sie zu etwas Strukturlosem, Diamantenähnlichem. Eine andere Bildgruppe zeige blühende Blumen oder Handblumen. An anderer Stelle werde gezeigt, wie zwei Hände im Dunkeln eine Kugel formen; hier gebe es eine Verbindung zur Entstehung einer Insel und damit zu Hongkong mit seinen 263 Inseln.
Das Motiv der Hand, so Rist, sei vielschichtig und ambivalent. Hände könnten kreativ, aber auch destruktiv sein. Hände und Fingerabdrücke seien einzigartig. Das Video könne dazu anregen, die Gaben des eigenen Körpers neu in den Blick zu nehmen und wertzuschätzen. Die Hand habe auch in früheren Werken eine Rolle gespielt. 2010 sei für eine Ausstellung für das Museum Langmatt ein Video entstanden, in dem nur die Hände beleuchtet gewesen seien. In gewisser Weise habe es ausgesehen, als seien die Hände in die Realität hineingezeichnet gewesen. Diese Installation habe die Erinnerung an diejenigen Menschen in den Vordergrund gestellt, die das komfortable Leben der Industriellenfamilie Brown-Sulzer ermöglichten, denen das Gebäude gehörte: Einfache, arbeitende Hände. Zu sehen waren Animationen von Händen, die nähen, putzen, malen, zeichnen und Kinder hüten, im Büro des Hausherrn wurde eine Hand gezeigt, die auf einen Buchdeckel ihren Einkaufszettel schrieb. Es sei ihr, so sagte Rist, dabei um den Wert der manuellen Tätigkeit gegangen. Im Video Mercy Garden Retour Skin (2014) habe sie am Beispiel der Hände eines Bauern den Gegensatz von rau und zart künstlerisch umgesetzt. Der Bauer, ein starker Mann, habe unbewusst bei der Arbeit mit empfindlichen Pflanzen sein Verhalten an diese angepasst. So sei die zarte Seite seiner Männlichkeit an die Oberfläche gekommen, für die sie, Rist, sich schon lange interessiere.
Rist sagte, der Titel des Kunstwerks habe schon sehr bald festgestanden. Seine Botschaft sei die Idee des Vertrauens zwischen Menschen. In einer Pressemitteilung des Museums hiess es, Rist habe vor dem Hintergrund der Skyline von Hong Kong das schöpferische Potential von Händen zeigen wollen.
Die Präsentation, weit über dem Hafen sichtbar, wurde als Symbol einer Kunstszene gedeutet, die sich nach der Pandemie wieder erholt habe.